# بخش سن-دیزیه
بخش سن-دیزیه (به فرانسوی: Arrondissement de Saint-Dizier) یک بخش در فرانسه است که در اوت-مارن واقع شده‌است.